# Zoolander 2
Zoolander 2, reso graficamente 2oolander, Zoolander No. 2 e Zoolander II, è un film del 2016 co-scritto, diretto, co-ideato, co-prodotto e interpretato da Ben Stiller, sequel del film Zoolander (2001). Il film è inoltre interpretato da Owen Wilson, Penélope Cruz, Christine Taylor, Kristen Wiig e Will Ferrell.
Come nel primo film, sono presenti molti camei di celebrità che interpretano loro stesse tra cui: Justin Bieber, Sting, Katy Perry, Valentino e John Malkovich.

## Trama
2001. A soli due giorni dall'inaugurazione, il Centro Derek Zoolander Per Ragazzi Che Non Sanno Leggere Bene E Che Vogliono Imparare Anche Altre Cose Buone collassa su se stesso poiché lo stesso Derek Zoolander, proprietario del centro educativo, l'ha ingenuamente costruito con gli stessi materiali del modellino di preparazione. Nel crollo, Matilda muore e Hansel rimane "sfigurato" in volto, venendo costretto a ritirarsi dal mondo della moda.
2003. Jacobean Mugatu viene condannato a scontare una dura pena in un carcere di massima sicurezza, mentre i suoi complici Katinka Ingabogovinanana ed il malvagio DJ scompaiono.
2006. Per via della sua incompetenza, a Derek viene tolta la custodia del figlio, Derek Zoolander Jr.; amareggiato, il modello decide di ritirarsi a vita privata.
2016. L'agente dell'Interpol ed ex modella indossatrice di costumi Valentina Valencia segue il caso di una serie di celebrità misteriosamente assassinate, tutte con la famosa espressione di Zoolander, Blue Steel, stampata in volto. Quest'ultimo viene scosso dal torpore in cui versa da una missiva della stilista più rinomata del momento, Alexanya Atoz, che lo invita a Roma per una sfilata. Nonostante non sia più famoso, né riesca più a eseguire nessuna delle sue espressioni, Derek accetta l'invito sperando che i servizi sociali gli riconsegnino il figlio dopo aver visto il suo impegno. Riceve la lettera anche Hansel, ritiratosi nel deserto dove vive assieme alle sue compagne e compagni di orgia: avendo ingravidato tutto il gruppo ed incapace di prendersi le proprie responsabilità come padre, Hansel raggiunge Derek a Roma.
Tuttavia, la sfilata si rivela un fallimento e i due vengono pubblicamente umiliati. In procinto di andarsene, vengono raggiunti da Valencia, che li conduce al quartier generale dell'Interpol, dove scoprono che l'espressione utilizzata dalle vittime non era una Blue Steel bensì un'Aqua Vitae, utilizzata nelle pubblicità di prodotti ringiovanenti: intuiscono quindi che la Atoz, leader nel settore dei prodotti anti-età, potrebbe essere coinvolta negli omicidi per via dei suoi interessi nel cercare la mitica fonte dell'eterna giovinezza.
Aiutato da Valencia, Derek trova suo figlio in un orfanotrofio romano e tenta di instaurare un rapporto con lui, ma questi (pingue ed intellettuale) lo respinge, rimproverandogli la sua assenza come padre. I tre vengono poi contattati da Sting, in realtà un membro di un'organizzazione millenaria che ha come scopo di proteggere i discendenti di Steva, il terzo abitante del giardino dell'Eden assieme a Adamo e Eva e capostipite della discendenza dei modelli, capace di utilizzare El Niño, l'espressione più potente di tutte: la leggenda narra infatti che chi ucciderà Steva e ne berrà il sangue otterrà l'eterna giovinezza. Siccome l'ultimo discendente di Steva pare essere proprio Derek Jr., l'Interpol circonda l'orfanotrofio, che però risulta totalmente abbandonato. Zoolander capisce che il direttore del posto era il malvagio DJ camuffato, e quindi si dirige con Hansel e Valentina nella prigione-isola in cui è rinchiuso Mugatu a chiedere spiegazioni.
Una volta dentro, viene ingannato da Mugatu, che lo imprigiona al suo posto e fugge su un elicottero per incontrare la Atoz, sua complice. Nottetempo, Mugatu si reca con Alexanya e Derek Jr. ad una riunione segreta con gli alti vertici della moda mondiale, che vogliono assistere al sacrificio del discendente di Steva per berne il sangue. Liberatosi e raggiunta Roma a nuoto grazie a Valencia, Derek, Hansel e quest'ultima si infiltrano alla riunione, impedendo l'uccisione di Jr.. Mugatu rivela che la leggenda di Steva era solamente una montatura per riunire in un solo luogo tutti gli alti vertici della moda, colpevoli di averlo lasciato marcire in prigione, e Derek ed Hansel, le persone che avevano causato la sua incarcerazione, per ucciderli con una bomba; inoltre, Alexanya Atoz si scopre essere Katinka travestita. Come ultima cosa, Mugatu rivela di essere stato lui stesso, assieme ai suoi complici, a fornire materiale scadente per la costruzione del Centro Derek Zoolander, causando il crollo.
Derek prova a fermare la bomba con la Magnum, ma è troppo poco potente; a dargli manforte ci sono però Hansel, Sting (che si rivela essere il padre mai conosciuto di Hansel), e Derek Jr., che dimostra di essere veramente discendente di Steva sfoderando la El Niño. La bomba esplode dunque contro Mugatu, uccidendolo.
Siccome l'intero avvenimento era trasmesso in mondovisione, Derek ed Hansel tornano ad essere delle celebrità. Risolto il problema paterno, Hansel accetta di diventare padre e torna dai suoi compagni di orge, mentre Derek si riappacifica con Jr. e, con il benestare del fantasma di Matilda, sposa Valentina, con cui ha una figlia ed apre il Centro Valentina Valencia Per Le Indossatrici Di Costumi Che Vogliono Essere Prese Seriamente E Magari Entrare Nelle Forze Dell'Ordine.

## Produzione
Nel dicembre 2008 Stiller ha confermato di voler fare un sequel del film del 2001 Zoolander dicendo: «Ho cercato un modo per far funzionare Zoolander 2 e abbiamo letto alcune sceneggiature. Credo che sia il sequel che prima o poi debba fare perché mi piace il primo film e farei in modo che il seguito sia qualcosa di nuovo e che valga la pena fare.». Nel febbraio 2010 Justin Theroux, che aveva già lavorato con Ben Stiller scrivendo Tropic Thunder, è stato assunto per scrivere e dirigere il sequel. Il mese seguente Stiller ha confermato che avrebbe co-scritto la sceneggiatura, affermando: «Siamo nel punto in cui cerchiamo di scrivere la sceneggiatura, cioè stiamo muovendo i primi passi. Ma sì, lo faremo.». Qualche tempo dopo, in un momento non specificato, Stiller ha preso in mano la regia del film. Nel dicembre 2010 Owen Wilson ha confermato che il sequel di Zoolander sarebbe stato fatto e che sarebbe stato intitolato Twolander.
Nel gennaio 2011 Stiller ha annunciato di aver finito la sceneggiatura e ha descritto la trama con queste parole: «È ambientato in Europa dieci anni dopo... è praticamente Derek e Hansel... mentre il primo film è finito con un lieto fine un sacco di roba è successa nel frattempo. Le loro vite sono cambiate e non sono più rilevanti. Per loro è un mondo nuovo. Will Ferrell è compreso nella sceneggiatura ed ha espresso interesse a recitare nel film. Credo che Mugatu sia una parte integrante della storia di Zoolander perciò sì, è molto presente.». Nel luglio 2012 Stiller ha confermato la presenza di alcune difficoltà nello sviluppo del film. Nel settembre 2014 Ferrell ha detto del sequel: «Presto faremo una lettura della sceneggiatura, di cui Mugatu fa parte.».
Il 20 novembre 2014 Penélope Cruz si è aggiunta al cast del film, seguita da Christine Taylor. Nel febbraio 2015 è stato annunciato che le riprese del film sarebbero incominciate negli studi Cinecittà di Roma nella primavera del 2015. Il 10 marzo 2015 Ben Stiller e Owen Wilson sono apparsi come Derek Zoolander e Hansel McDonald alla Settimana della moda di Parigi. Il giorno stesso, la Paramount ha annunciato che il film sarebbe stato distribuito a partire dal 12 febbraio 2016.

### Riprese
La lavorazione del film è incominciata il 7 aprile 2015 e si è conclusa il 13 luglio 2015. Il film è stato completamente girato a Cinecittà, Roma
e Civitavecchia (Roma)
.

## Distribuzione
Il primo trailer ufficiale è stato pubblicato il 18 novembre 2015. Il film è stato distribuito negli USA il 12 febbraio 2016 e l'11 febbraio in Italia.

## Accoglienza

### Incassi
Il film è stato un flop incassando in tutto il mondo solo 56 milioni di dollari contro un budget di 50 milioni.

### Critica
Sul sito Rotten Tomatoes, ha una percentuale di gradimento del 22% sulla base di 233 recensioni, con un voto medio di 4.40 su 10. Su Metacritic, altro aggregatore di recensioni, il film ha un punteggio di 34 su 100 basato su 42 recensioni.

## Casi mediatici
Poco dopo l'uscita del primo trailer del film, l'attivista del movimento LGBT Sarah Rose ha lanciato una petizione per boicottare la pellicola, definendo il personaggio di Tutto, interpretato da Benedict Cumberbatch, "transfobico" e "un'esagerata e cartoonesca derisione degli individui androgini/trans".